# Althepus nophaseudi
Espèce
Althepus nophaseudi est une espèce d'araignées aranéomorphes de la famille des Psilodercidae.

## Distribution
Cette espèce est endémique de la province de Borikhamxay au Laos,. Elle se rencontre dans l'aire nationale protégée de Nam Kading.

## Description
La femelle paratype mesure 3,55 mm.

## Étymologie
Cette espèce est nommée en l'honneur de Liphone Nophaseud.

## Publication originale
- Li, Li & Jäger, 2014 : Six new species of the spider family Ochyroceratidae Fage 1912 (Arachnida: Araneae) from southeast Asia. Zootaxa, no 3768, p. 119-138 (texte intégral).